# Khu kinh tế Vũng Áng

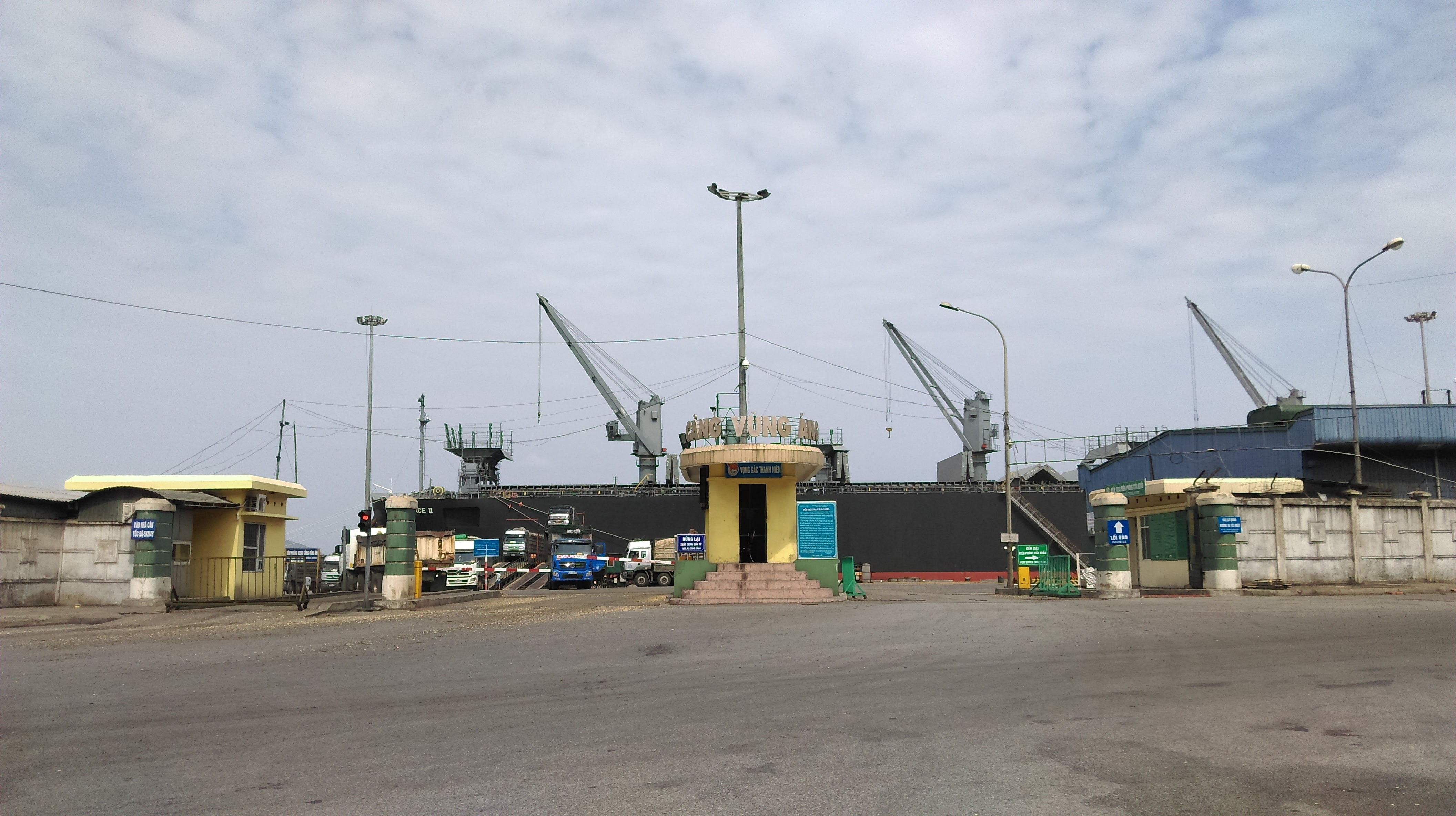
Cảng Vũng Áng

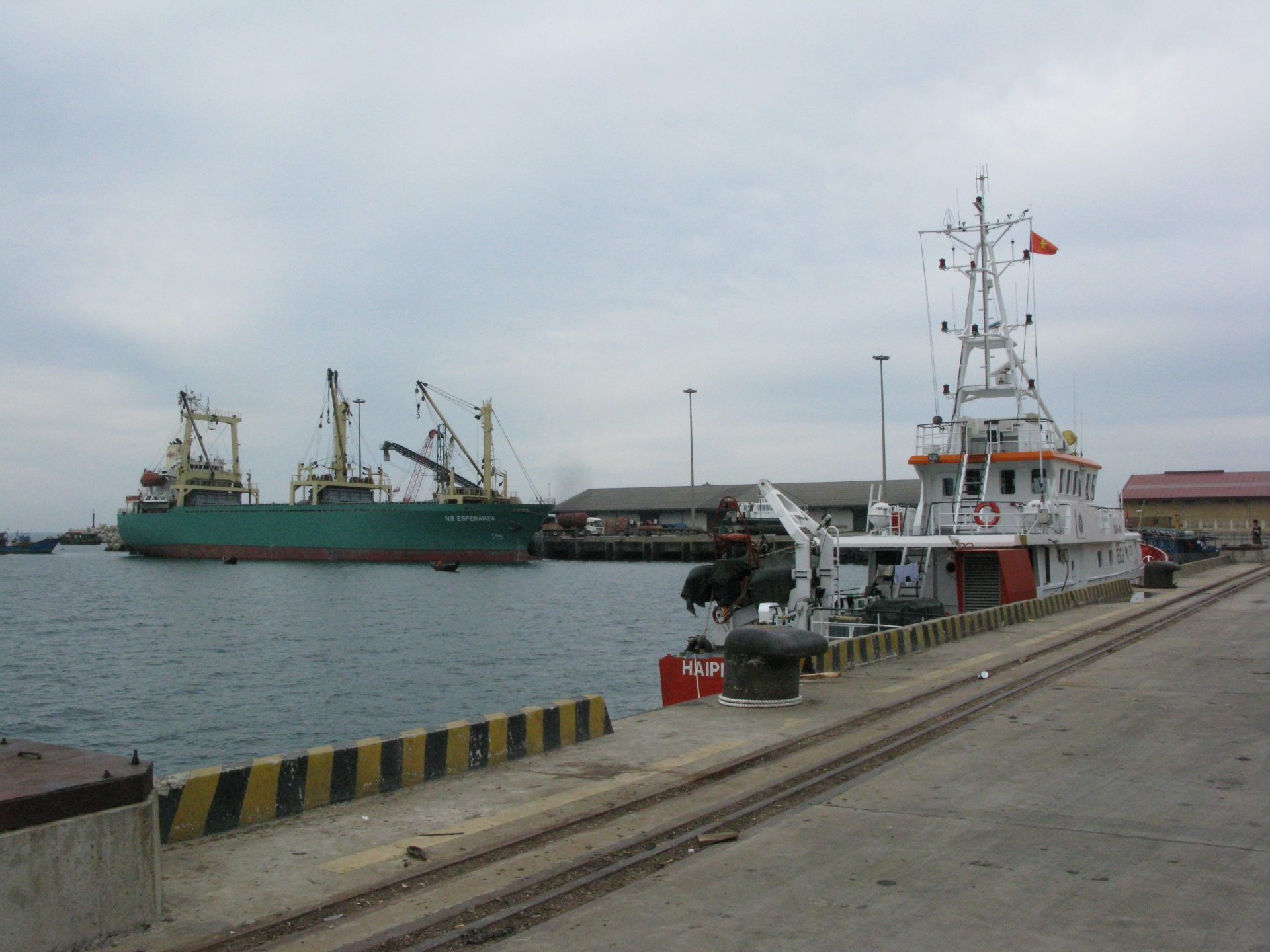
Cảng Vũng Áng, Hà Tĩnh.

Khu kinh tế Vũng Áng là một khu kinh tế của Việt Nam nằm tại thị xã Kỳ Anh, phía Nam tỉnh Hà Tĩnh, cách thành phố Hà Tĩnh 70 km về phía Nam.

## Quy mô và vị trí
Khu kinh tế Vũng Áng được thành lập vào tháng 4 năm 2006 trên cơ sở khu công nghiệp - cảng biển Vũng Áng đã được thành lập từ năm 1997. Đây là một bộ phận của khu đô thị Vũng Áng và vùng kinh tế Bắc Quảng Bình - Nam Hà Tĩnh. KKT Vũng Áng được Thủ tướng Chính phủ thành lập tại Quyết định số 72/2006/QĐ-TTg ngày 03/4/2006 có diện tích 22.781ha với mục tiêu xây dựng, phát triển thành KKT đã ngành, đa lĩnh vực với trọng tâm là:
- Phát triển các ngành công nghiệp luyện kim gắn với lợi thế về tài nguyên, nguồn nguyên liệu; các ngành công nghiệp gắn với khai thác cảng biển, công nghiệp thép, trung tâm nhiệt điện và lọc hóa dầu.
- Phát triển đồng bộ khu liên hợp cảng Vũng Áng - Sơn Dương bao gồm việc đầu tư và khai thác có hiệu quả khu liên hợp cảng, phát triển dịch vụ cảng và các dịch vụ vận tải biển để tạo thành một trong những cửa ngõ ra biển quan trọng của Bắc Trung Bộ
- Xây dựng khu đô thị mới Vũng Áng, đồng thời ưu tiên phát triển các khu du lịch sinh thái, du lịch nghỉ dưỡng biển trở thành các điểm du lịch quan trọng trong tuyến du lịch ven biển Bắc Trung Bộ.

Mục đích thành lập khu kinh tế Vũng Áng là khai thác lợi thế vị trí địa lý tự nhiên (gần cảng nước sâu Vũng Áng và Sơn Dương, gần Quốc lộ 1, trên quốc lộ 12A nối với Lào và Thái Lan, gần mỏ sắt Thạch Khê) để thúc đẩy phát triển kinh tế - xã hội Hà Tĩnh, tạo điểm bứt phá về kinh tế – xã hội trong khu vực Bắc Trung Bộ, tạo sự liên kết phát triển giữa các tỉnh Bắc Trung Bộ, thu hẹp khoảng cách trong phát triển kinh tế – xã hội, hội nhập với cả nước và quốc tế.

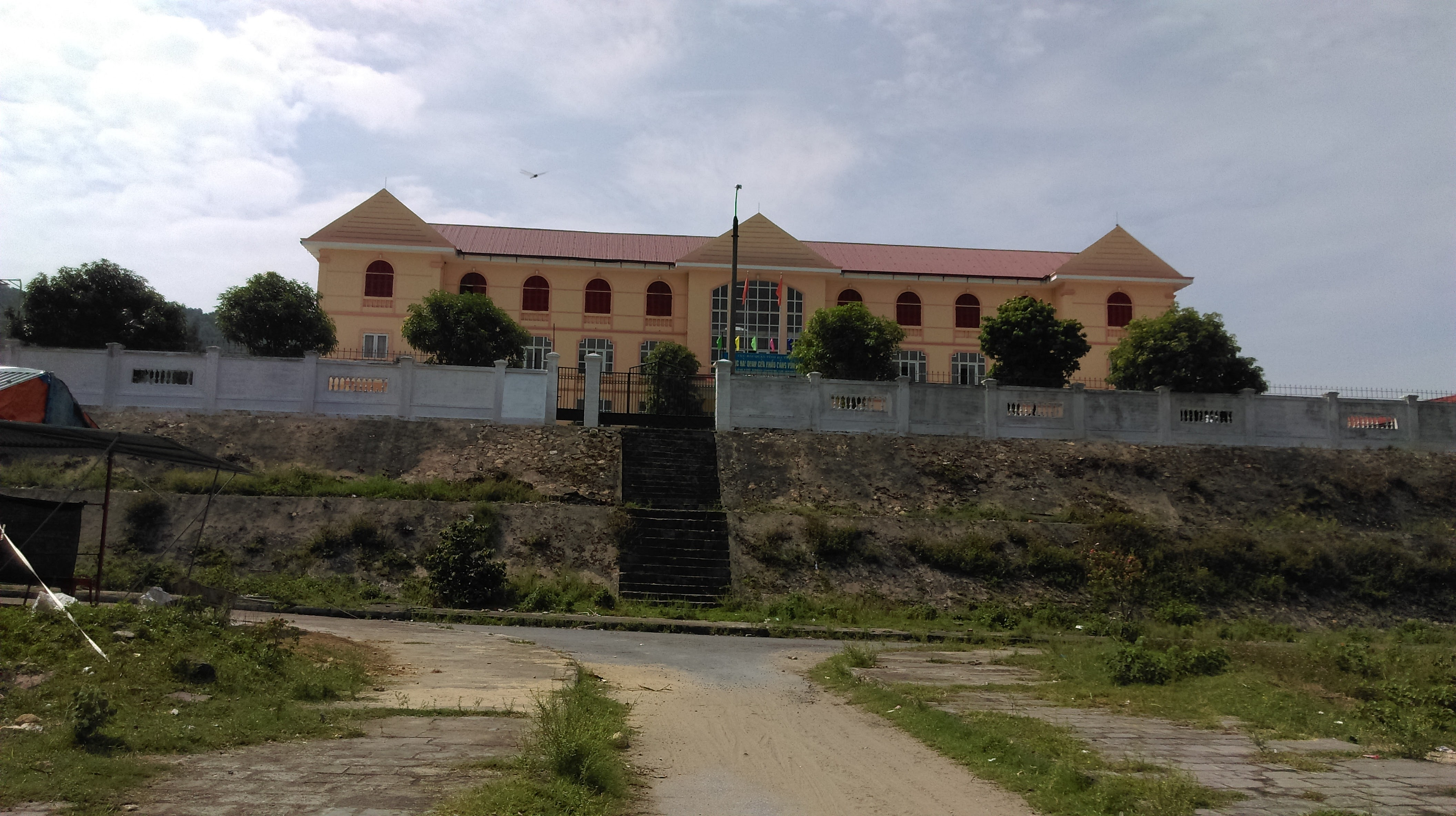
Chi cục Hải quan Cửa khẩu Cảng Vũng Áng

Khu kinh tế Vũng Áng ở chân núi phía Bắc của  dãy núi Hoành Sơn, bao trùm các xã Kỳ Nam,P. Kỳ Phương, xã Kỳ Lợi, P. Kỳ Long, P. Kỳ Liên, P. Kỳ Thịnh, P. Kỳ Trinh, xã Kỳ Hà và xã Kỳ Ninh  thuộc Thị xã Kỳ Anh) với diện tích tự nhiên 227,81 km². Phía Bắc và Đông khu kinh tế giáp  Biển Đông, phía Nam giáp tỉnh Quảng Bình.

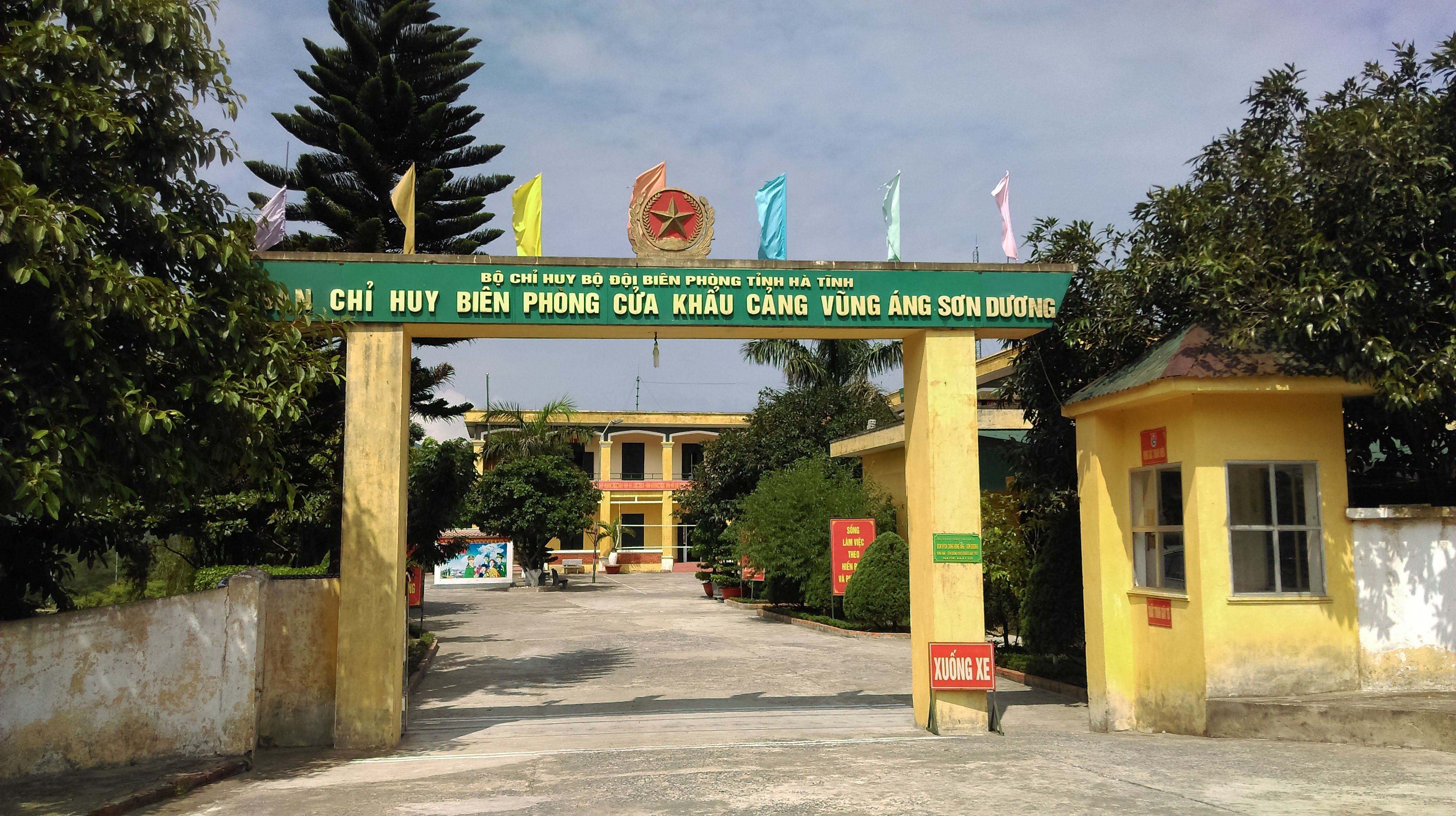
Ban Chỉ huy Biên phòng Cảng Vũng Áng Sơn Dương

Các hoạt động kinh tế được ưu tiên phát triển tại khu kinh tế Vũng Áng bao gồm: dịch vụ cảng biển, công nghiệp luyện kim gắn với lợi thế về tài nguyên và nguồn nguyên liệu (mỏ sắt Thạch Khê, mỏ titan,...); các ngành công nghiệp gắn với việc khai thác cảng biển; các ngành công nghiệp khai thác nguồn nguyên liệu trong vùng cũng như nhập khẩu, đặc biệt là từ Lào và Thái Lan; các ngành công nghiệp phục vụ xuất khẩu.

## Các sự cố vi phạm

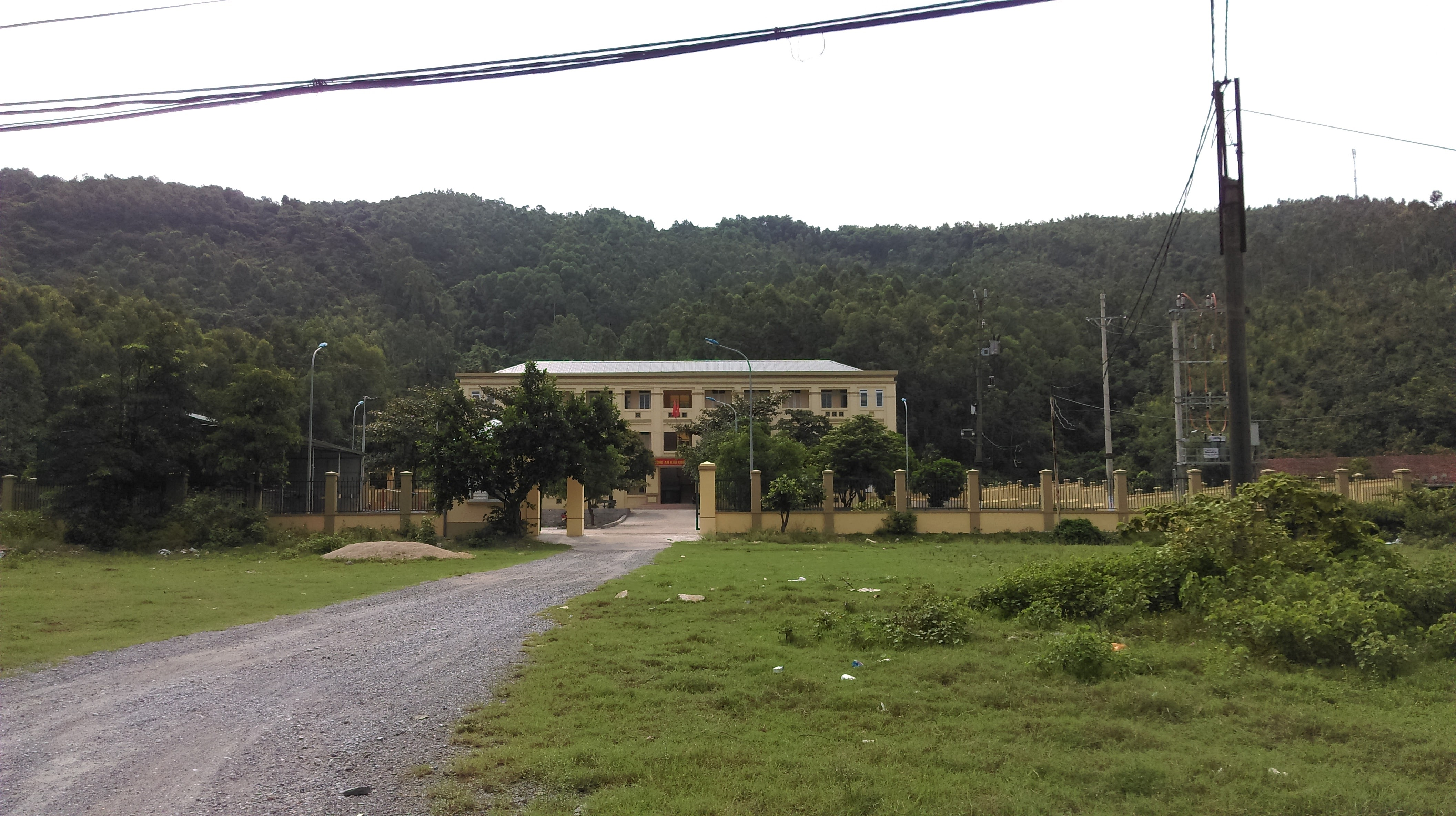
Đồn Công an Khu Kinh tế Vũng Áng.

Ngày 11 tháng 7 năm 2014, Tỉnh ủy Hà Tĩnh đã ra thông báo không đồng ý đề xuất xây miếu thờ. Tuy nhiên, phía Formosa vẫn tiếp tục xây miếu thờ trong dự án và đã hoàn tất phần thô. Cuối cùng cùng chấp nhận tháo dỡ.
Ngày 4 tháng 8 năm 2015, Thanh tra Bộ Lao động Thương binh và Xã hội vừa thông báo có gần 150 sai phạm an toàn lao động tại Vũng Áng
Ngày 25 tháng 3 năm 2015, một vụ sập giàn giáo đã xảy ra tại đây khiến 13 người tử vong tại chỗ.
Ngày 8 tháng 12 năm 2015, Formosa Vũng Áng xây tòa tháp "biểu tượng tinh thần" cao 32m nhưng chưa được cấp phép.

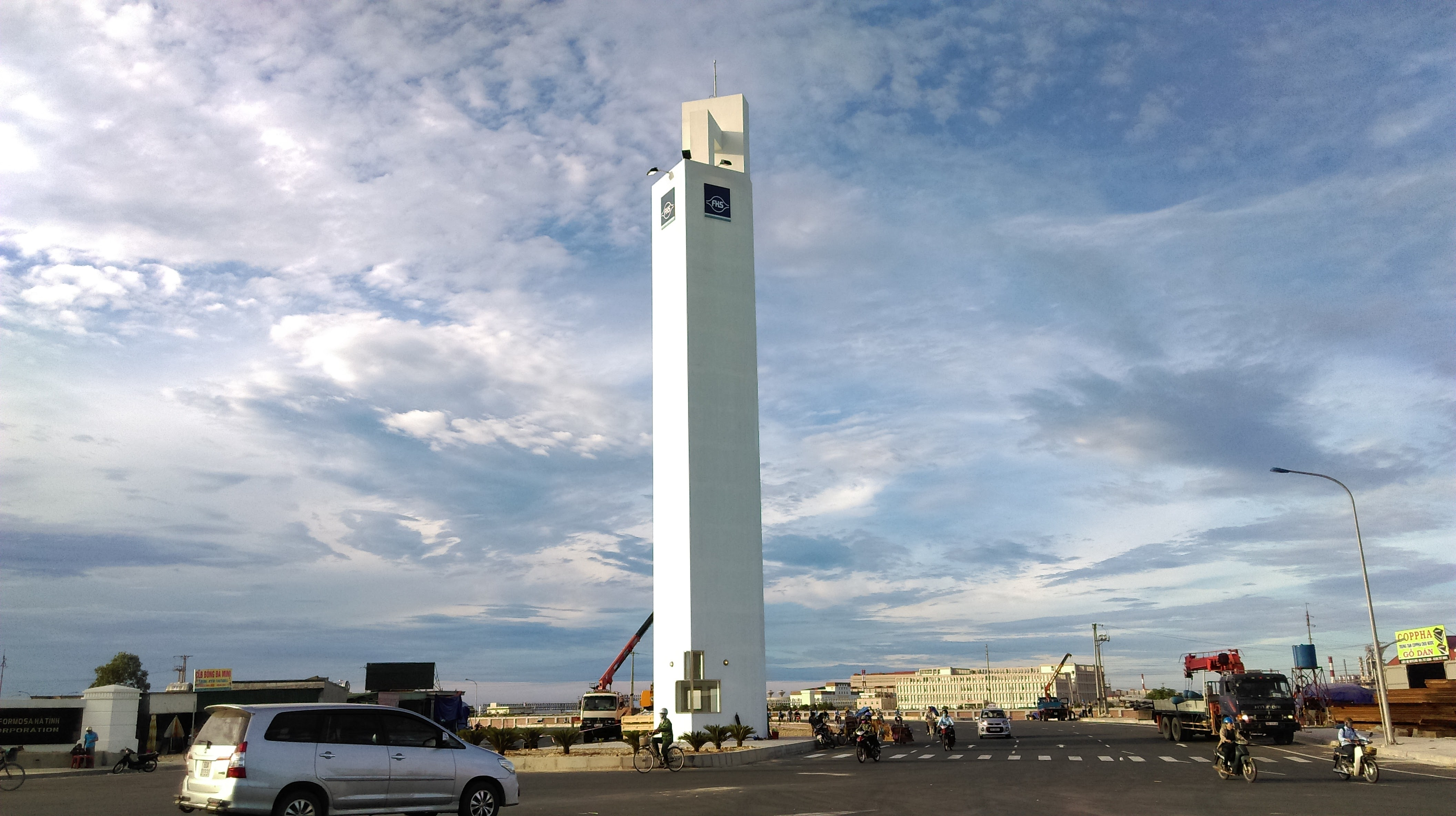
Tháp tại Ngã ba Formosa

Ngày 25 tháng 4 năm 2016, thợ lặn Lê Văn Ngẩy (46 tuổi) tử vong sau khi lặn vùng nước bị ô nhiễm tại khu vực này.

## Ảnh hưởng đến môi trường
Vào tháng 4 năm 2016 xảy ra hiện tượng rất nhiều cá biển chết hàng loạt rồi trôi dạt vào bờ tại vùng biển Vũng Áng (Hà Tĩnh). Hiện tượng này sau đó lan ra vùng biển Quảng Bình, Quảng Trị, Huế. Có nơi mỗi ngày, ngư dân dọc bờ biển vớt được hàng tấn cá chết.
Nhiều ý kiến cho rằng hiện tượng trên là do nguồn nước bị ô nhiễm bởi các nhà máy tại khu kinh tế Vũng Áng xả thải gây độc. Qua phân tích, cả nước biển lẫn nước đầm Lăng Cô (Huế) đều bị ô nhiễm, nồng độ PO4 (chỉ tiêu phú dưỡng) ở tầng đáy gấp đôi chỉ số cho phép, làm tăng độ pH trong nước, nhiều khả năng đây là nguyên nhân làm cá chết hàng loạt. Ngoài ra tảo biển phát triển mạnh, cộng với khí độc ở đáy lồng khiến cá thiếu oxy. Từ kết quả phân tích, khả năng cá chết do dịch bệnh đã được loại bỏ. Cơ quan chức năng nhận định rằng "yếu tố gây độc trong nước" tại biển Vũng Áng được bắt từ nguồn nước thải chưa được xử lý nhưng đổ trực tiếp ra sông, biển, hòa lẫn vào nước biển gây ô nhiễm nguồn nước, làm cá bị ngộ độc, chết. Ngày 24 tháng 4 năm 2016, theo thông tin từ báo Tuổi trẻ, công ty Formosa (Khu kinh tế Vũng Áng, Hà Tĩnh) trước đó đã nhập về 45 loại hóa chất để xử lý chất thải, súc rửa đường ống. Điều đáng nói là trong số này có nhiều loại hóa chất mà theo đánh giá của các nhà khoa học là thuộc dạng "độc và cực độc".
Trả lời phóng viên báo Tuổi Trẻ, Ông Chu Xuân Phàm - trưởng văn phòng Formosa tại Hà Nội phát biểu vào sáng 25-4: "Muốn bắt cá, bắt tôm hay nhà máy, cứ chọn đi. Nếu chọn cả hai thì làm thủ tướng cũng không giải quyết được…" . Ngay sau đó, ông Phàm đã bị cho thôi việc.
Vào ngày 27 tháng 4, ở Đà Nẵng cũng đã bắt đầu phát hiện xác 17 con cá chết trôi vào bờ.
Chiều 27/4, ông Nguyễn Hữu Hoài - Chủ tịch tỉnh Quảng Bình chỉ đạo tạm thời cấm du khách và ngư dân tắm biển cho đến khi cơ quan chức năng tìm ra mức độ ô nhiễm của nước biển.